# Sveindijski šahovski savez
Sveindijski šahovski savez (eng. All India Chess Federation, hindi: अखिल भारतीय शतरंज महासंघ), krovno tijelo športa šaha u Indiji. Član nacionalnog olimpijskog odbora. Sjedište je u Chennaiju, Tamilnadu, Stadion Jawaharlal Nehru, Periamet. Indija pripada azijskoj zoni 3.7. Osnovan je 1950. godine. Članom FIDE od 1956. godine. Predsjednik je Venketrama P. R. Raja (ažurirano 17. listopada 2019.).

## Vanjske poveznice
- Službene stranice